# Torneo Finalización 2009 (Colombia)
El Torneo Finalización 2009 fue la septuagésima edición de la Categoría Primera A de fútbol profesional colombiano, siendo el segundo torneo de la temporada 2009. Comenzó a disputarse el 12 de julio y culminó el 20 de diciembre. El campeón del torneo fue el Independiente Medellín que derrotó 3-2 en partidos ida y vuelta al Atlético Huila.

## Sistema de juego
En la primera etapa se juegan 18 fechas bajo el sistema de todos contra todos, al término de los cuales los ocho primeros clasificados avanzan a los cuadrangulares semifinales. Allí los ocho equipos se dividen en dos grupos definidos por sorteo. Los ganadores de cada grupo se enfrentan en diciembre para decidir al campeón del torneo, que obtendrá un cupo en la fase de grupos de la Copa Libertadores 2010.

## Datos de los clubes
| Equipo                 | Entrenador              | Ciudad       | Estadio                        | Capacidad |
| ---------------------- | ----------------------- | ------------ | ------------------------------ | --------- |
| América de Cali        | Diego Umaña             | Cali         | Pascual Guerrero               | 45.195    |
| Atlético Huila         | Guillermo Berrío        | Neiva        | Guillermo Plazas Alcid         | 27.000    |
| Atlético Nacional      | Ramón Cabrero           | Medellín     | Atanasio Girardot              | 53.000    |
| Boyacá Chicó           | Alberto Gamero          | Tunja        | La Independencia               | 20.000    |
| Cúcuta Deportivo       | Jorge Luis Pinto        | Cúcuta       | General Santander              | 45.000    |
| Deportes Quindío       | Wilman Conde            | Armenia      | Centenario                     | 29.000    |
| Deportes Tolima        | Hernán Torres           | Ibagué       | Manuel Murillo Toro            | 31.000    |
| Deportivo Cali         | José Eugenio Hernández  | Cali         | Pascual Guerrero               | 45.195    |
| Deportivo Pasto        | Jorge Luis Bernal       | Pasto        | Departamental Libertad         | 27.380    |
| Deportivo Pereira      | Oscar Héctor Quintabani | Pereira      | Hernán Ramírez Villegas        | 30.313    |
| Envigado F. C.         | Rubén Darío Bedoya      | Medellín     | Atanasio Girardot              | 53.000    |
| Independiente Medellín | Leonel Álvarez          | Medellín     | Atanasio Girardot              | 53.000    |
| Junior                 | Julio Avelino Comesaña  | Barranquilla | Metropolitano Roberto Meléndez | 60.000    |
| La Equidad             | Alexis García           | Bogotá       | Metropolitano de Techo         | 4.000     |
| Millonarios            | Luis Augusto García     | Bogotá       | Nemesio Camacho El Campín      | 46.018    |
| Once Caldas            | Javier Álvarez          | Manizales    | Palogrande                     | 36.000    |
| Real Cartagena         | Hubert Bodhert          | Cartagena    | Olímpico Jaime Morón León      | 25.000    |
| Independiente Santa Fe | Germán González         | Bogotá       | Nemesio Camacho El Campín      | 46.018    |

## Cambios de entrenadores
| Club                   | Entrenador saliente     | Fecha de salida | Reemplazado por         | Fecha de llegada |
| ---------------------- | ----------------------- | --------------- | ----------------------- | ---------------- |
| Millonarios            | Nilton Bernal (E)       |                 | Luis Augusto García     | 2 de junio       |
| Independiente Medellín | Santiago Escobar        |                 | Leonel Álvarez          | 20 de mayo       |
| Atlético Nacional      | José Fernando Santa (E) |                 | Ramón Cabrero           | 22 de mayo       |
| Deportivo Pereira      | Pedro Sarmiento         | 20 de mayo      | Oscar Héctor Quintabani | 1 de junio       |
| Santa Fe               | Rubén Israel            | 29 de junio     | Germán González         | 1 de julio       |
| Deportes Quindío       | Néstor Otero            | 22 de octubre   | Wilman Conde            | 24 de octubre    |
| Envigado F. C.         | Óscar Aristizábal       | 31 de octubre   | Rubén Darío Bedoya      | 1 de noviembre   |

## Desarrollo

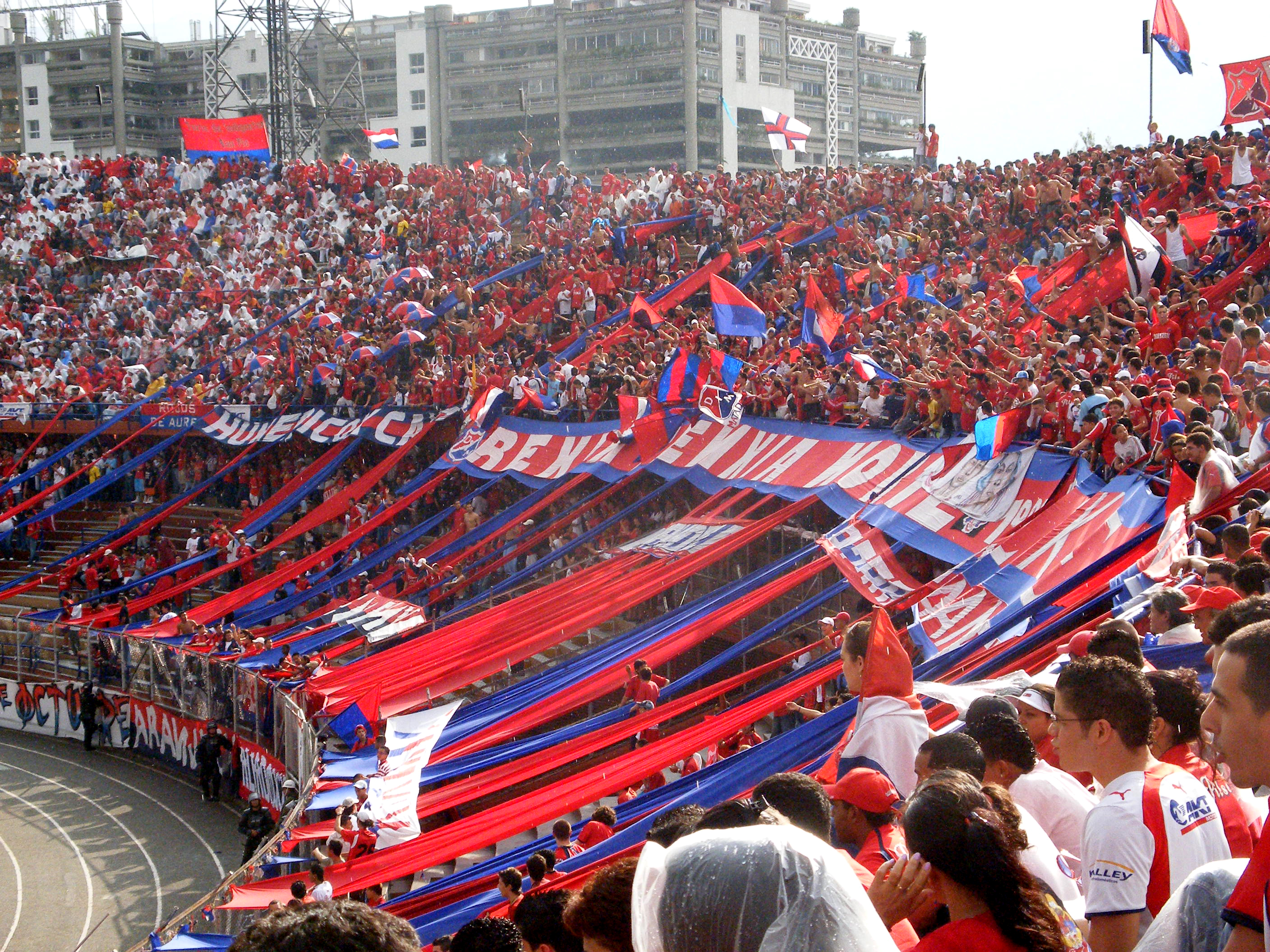
Hinchada del independiente Medellín, que ganó su quinto título.

Días antes que se iniciara el torneo finalización, el técnico uruguayo Rubén Israel renunció a Santa Fe por supestas amenazas de muerte. Ya en lo futbolístico, el Atlético Nacional mantuvo un invicto de ocho fechas hasta que perdió en el clásico paisa con su rival de patio Independiente Medellín.
Otro hecho importante del torneo fue la muerte de los jugadores del Atlético Huila, Hernán Córdoba y Mario Beltrán quienes murieron en una carretera cercana a Rivera en el departamento del Huila. Además el Independiente Medellín fue el primer clasificado a los cudrangulares semifinales del torneo. 
En la fecha 15 el árbitro Óscar Ruiz tuvo que suspender el partido entre Deportivo Pasto vs Real Cartagena por una agresión al juez de línea. Posteriormente, la comisión disciplinaria de la Dimayor le dio los puntos al visitante y el marcador de 0-3, lo cual generó una amplia polémica.
El primer clasificado a la gran final fue el Independiente Medellín, que clasificó a falta de una fecha derrotando en Barranquilla al Junior. Su rival fue el Atlético Huila que clasificó goleando cuatro por uno al Santa Fe.
Dicha final se inició en Neiva donde el poderoso le ganó por la mínima diferencia al Atlético Huila con un gol sobre el final de goleador Jackson Martínez. En Medellín hubo empate a dos, con goles de Jackson Martínez y Luis Fernando Mosquera por el Independiente Medellín y de Ervin Maturana y Lewis Ochoa por el Atlético Huila. El partido quedó 3-2 y el Independiente Medellín se coronó campeón por quinta vez en su historia.

## Todos contra todos

### Clasificación
- Tabla de posiciones actualizada el 20 de diciembre de 2009.

| Pos | Equipo                 | Pts | PJ | G  | E  | P | GF | GC | Dif |
| --- | ---------------------- | --- | -- | -- | -- | - | -- | -- | --- |
| 1.  | Independiente Medellín | 38  | 18 | 12 | 2  | 4 | 29 | 18 | 11  |
| 2.  | Independiente Santa Fe | 30  | 18 | 8  | 6  | 4 | 31 | 24 | 7   |
| 3.  | Atlético Huila         | 30  | 18 | 8  | 6  | 4 | 27 | 24 | 3   |
| 4.  | Deportivo Pereira      | 29  | 18 | 7  | 8  | 3 | 21 | 9  | 12  |
| 5.  | Deportes Tolima        | 29  | 18 | 8  | 5  | 5 | 25 | 23 | 2   |
| 6.  | Junior                 | 27  | 18 | 8  | 3  | 7 | 35 | 25 | 10  |
| 7.  | Atlético Nacional      | 27  | 18 | 6  | 9  | 3 | 21 | 19 | 2   |
| 8.  | Real Cartagena         | 27  | 18 | 7  | 6  | 5 | 30 | 30 | 0   |
| 9.  | Millonarios            | 26  | 18 | 6  | 8  | 4 | 24 | 20 | 4   |
| 10. | Deportivo Pasto        | 26  | 18 | 7  | 5  | 6 | 24 | 25 | -1  |
| 11. | Boyacá Chicó           | 24  | 18 | 6  | 6  | 6 | 32 | 31 | 1   |
| 12. | Deportivo Cali         | 22  | 18 | 6  | 4  | 8 | 30 | 32 | -2  |
| 13  | Deportes Quindío       | 21  | 18 | 6  | 3  | 9 | 22 | 31 | -9  |
| 14. | La Equidad             | 17  | 18 | 2  | 11 | 5 | 17 | 24 | -7  |
| 15. | Once Caldas            | 17  | 18 | 4  | 5  | 9 | 23 | 35 | -12 |
| 16. | Cúcuta Deportivo       | 15  | 18 | 3  | 6  | 9 | 15 | 20 | -5  |
| 17. | Envigado F. C.         | 13  | 18 | 2  | 7  | 9 | 35 | 42 | -7  |
| 18. | América de Cali        | 13  | 18 | 1  | 10 | 7 | 20 | 29 | -9  |

 Pts=Puntos; PJ=Partidos jugados; G=Partidos ganados; E=Partidos empatados; P=Partidos perdidos; GF=Goles a favor; GC=Goles en contra; DIF=Diferencia de gol
|  | Clasificado para los cuadrangulares semifinales.  |
|  | Eliminado.                                        |
|  | Descendido a la Categoría Primera B por promedio. |

### Resultados
- Los horarios corresponden a la hora de Colombia (UTC-5)

| Fecha 1 - 10 al 12 de julio de 2009 | Fecha 1 - 10 al 12 de julio de 2009 | Fecha 1 - 10 al 12 de julio de 2009 | Fecha 1 - 10 al 12 de julio de 2009 | Fecha 1 - 10 al 12 de julio de 2009 |
| Día                                 | Hora                                | Equipo local                        | Resultado                           | Equipo visitante                    |
| ----------------------------------- | ----------------------------------- | ----------------------------------- | ----------------------------------- | ----------------------------------- |
| vie                                 | 21:00                               | Atlético Nacional                   | 1 - 1                               | La Equidad                          |
| sab                                 | 18:30                               | Cúcuta                              | 1 - 1                               | América de Cali                     |
| sab                                 | 20:15                               | Once Caldas                         | 1 - 0                               | Pereira                             |
| dom                                 | 15:30                               | Boyacá Chicó                        | 2 - 3                               | Huila                               |
| dom                                 | 15:30                               | Cartagena                           | 1 - 0                               | Santa Fe                            |
| dom                                 | 15:30                               | Deportivo Cali                      | 2 - 2                               | Envigado                            |
| dom                                 | 15:30                               | Pasto                               | 2 - 1                               | Medellín                            |
| dom                                 | 15:30                               | Tolima                              | 1 - 4                               | Quindío                             |
| dom                                 | 17:00                               | Millonarios                         | 3 - 1                               | Junior                              |

| Fecha 2 - 17 al 19 de julio de 2009 | Fecha 2 - 17 al 19 de julio de 2009 | Fecha 2 - 17 al 19 de julio de 2009 | Fecha 2 - 17 al 19 de julio de 2009 | Fecha 2 - 17 al 19 de julio de 2009 |
| Día                                 | Hora                                | Equipo local                        | Resultado                           | Equipo visitante                    |
| ----------------------------------- | ----------------------------------- | ----------------------------------- | ----------------------------------- | ----------------------------------- |
| vie                                 | 21:00                               | Envigado                            | 2 - 2                               | Cartagena                           |
| sab                                 | 18:30                               | Quindío                             | 1 - 1                               | Millonarios                         |
| sab                                 | 19:15                               | Medellín                            | 1 - 0                               | Deportivo Cali                      |
| dom                                 | 15:30                               | Huila                               | 1 - 0                               | Tolima                              |
| dom                                 | 15:30                               | Junior                              | 1 - 0                               | Cúcuta                              |
| dom                                 | 15:30                               | La Equidad                          | 2 - 1                               | Once Caldas                         |
| dom                                 | 15:30                               | Pereira                             | 3 - 0                               | Pasto                               |
| dom                                 | 15:30                               | Santa Fe                            | 4 - 2                               | Boyacá Chicó                        |
| dom                                 | 17:00                               | América de Cali                     | 2 - 2                               | Atlético Nacional                   |

| Fecha 3 - 24 al 26 de julio de 2009 | Fecha 3 - 24 al 26 de julio de 2009 | Fecha 3 - 24 al 26 de julio de 2009 | Fecha 3 - 24 al 26 de julio de 2009 | Fecha 3 - 24 al 26 de julio de 2009 |
| Día                                 | Hora                                | Equipo local                        | Resultado                           | Equipo visitante                    |
| ----------------------------------- | ----------------------------------- | ----------------------------------- | ----------------------------------- | ----------------------------------- |
| vie                                 | 21:00                               | Once Caldas                         | 0 - 0                               | América de Cali                     |
| sab                                 | 18:30                               | Huila                               | 2 - 1                               | Santa Fe                            |
| sab                                 | 19:15                               | Deportivo Cali                      | 2 - 1                               | Pereira                             |
| dom                                 | 15:30                               | Boyacá Chicó                        | 4 - 2                               | Envigado                            |
| dom                                 | 15:30                               | Cartagena                           | 1 - 3                               | Medellín                            |
| dom                                 | 15:30                               | Pasto                               | 1 - 1                               | La Equidad                          |
| dom                                 | 15:30                               | Atlético Nacional                   | 2 - 1                               | Junior                              |
| dom                                 | 15:30                               | Cúcuta                              | 2 - 0                               | Quindío                             |
| dom                                 | 17:00                               | Millonarios                         | 0 - 2                               | Tolima                              |

| Fecha 4 - 1 y 2 de agosto de 2009 | Fecha 4 - 1 y 2 de agosto de 2009 | Fecha 4 - 1 y 2 de agosto de 2009 | Fecha 4 - 1 y 2 de agosto de 2009 | Fecha 4 - 1 y 2 de agosto de 2009 |
| Día                               | Hora                              | Equipo local                      | Resultado                         | Equipo visitante                  |
| --------------------------------- | --------------------------------- | --------------------------------- | --------------------------------- | --------------------------------- |
| sab                               | 15:30                             | La Equidad                        | 2 - 2                             | Deportivo Cali                    |
| sab                               | 18:30                             | Quindío                           | 0 - 1                             | Atlético Nacional                 |
| sab                               | 19:30                             | Millonarios                       | 1 - 1                             | Huila                             |
| dom                               | 15:30                             | Tolima                            | 1 - 1                             | Cúcuta                            |
| dom                               | 15:30                             | Junior                            | 4 - 2                             | Once Caldas                       |
| dom                               | 15:30                             | Pereira                           | 1 - 1                             | Cartagena                         |
| dom                               | 15:30                             | Medellín                          | 1 - 0                             | Boyacá Chicó                      |
| dom                               | 15:30                             | Envigado                          | 2 - 3                             | Santa Fe                          |
| dom                               | 17:00                             | América de Cali                   | 1 - 1                             | Pasto                             |

| Fecha 5 - 8 y 9 de agosto de 2009 | Fecha 5 - 8 y 9 de agosto de 2009 | Fecha 5 - 8 y 9 de agosto de 2009 | Fecha 5 - 8 y 9 de agosto de 2009 | Fecha 5 - 8 y 9 de agosto de 2009 |
| Día                               | Hora                              | Equipo local                      | Resultado                         | Equipo visitante                  |
| --------------------------------- | --------------------------------- | --------------------------------- | --------------------------------- | --------------------------------- |
| sab                               | 17:00                             | Cúcuta                            | 0 - 1                             | Millonarios                       |
| sab                               | 18:30                             | Santa Fe                          | 0 - 3                             | Medellín                          |
| sab                               | 19:15                             | Boyacá Chicó                      | 0 - 0                             | Pereira                           |
| dom                               | 15:30                             | Huila                             | 3 - 2                             | Envigado                          |
| dom                               | 15:30                             | Cartagena                         | 2 - 2                             | La Equidad                        |
| dom                               | 15:30                             | Pasto                             | 1 - 0                             | Junior                            |
| dom                               | 15:30                             | Once Caldas                       | 2 - 0                             | Quindío                           |
| dom                               | 15:30                             | Atlético Nacional                 | 2 - 2                             | Tolima                            |
| dom                               | 17:00                             | Deportivo Cali                    | 3 - 2                             | América de Cali                   |

| Fecha 6 - 15 y 16 de agosto de 2009 | Fecha 6 - 15 y 16 de agosto de 2009 | Fecha 6 - 15 y 16 de agosto de 2009 | Fecha 6 - 15 y 16 de agosto de 2009 | Fecha 6 - 15 y 16 de agosto de 2009 |
| Día                                 | Hora                                | Equipo local                        | Resultado                           | Equipo visitante                    |
| ----------------------------------- | ----------------------------------- | ----------------------------------- | ----------------------------------- | ----------------------------------- |
| sab                                 | 17:00                               | América de Cali                     | 0 - 1                               | Cartagena                           |
| sab                                 | 18:30                               | Millonarios                         | 1 - 1                               | Atlético Nacional                   |
| sab                                 | 19:15                               | Medellín                            | 4 - 2                               | Envigado                            |
| dom                                 | 15:30                               | Cúcuta                              | 1 - 2                               | Huila                               |
| dom                                 | 15:30                               | Tolima                              | 2 - 1                               | Once Caldas                         |
| dom                                 | 15:30                               | Quindío                             | 2 - 1                               | Pasto                               |
| dom                                 | 15:30                               | Junior                              | 5 - 2                               | Deportivo Cali                      |
| dom                                 | 15:30                               | La Equidad                          | 1 - 1                               | Boyacá Chicó                        |
| dom                                 | 17:00                               | Pereira                             | 0 - 0                               | Santa Fe                            |

| Fecha 7 - 22 y 23 de agosto de 2009 | Fecha 7 - 22 y 23 de agosto de 2009 | Fecha 7 - 22 y 23 de agosto de 2009 | Fecha 7 - 22 y 23 de agosto de 2009 | Fecha 7 - 22 y 23 de agosto de 2009 |
| Día                                 | Hora                                | Equipo local                        | Resultado                           | Equipo visitante                    |
| ----------------------------------- | ----------------------------------- | ----------------------------------- | ----------------------------------- | ----------------------------------- |
| sab                                 | 17:00                               | Santa Fe                            | 3 - 0                               | La Equidad                          |
| sab                                 | 18:30                               | Once Caldas                         | 0 - 0                               | Millonarios                         |
| sab                                 | 19:15                               | Cartagena                           | 2 - 2                               | Junior                              |
| dom                                 | 15:30                               | Boyacá Chicó                        | 1 - 1                               | América de Cali                     |
| dom                                 | 15:30                               | Deportivo Cali                      | 2 - 1                               | Quindío                             |
| dom                                 | 15:30                               | Pasto                               | 3 - 1                               | Tolima                              |
| dom                                 | 15:30                               | Atlético Nacional                   | 1 - 0                               | Cúcuta                              |
| dom                                 | 17:00                               | Huila                               | 0 - 2                               | Medellín                            |
| dom                                 | 17:00                               | Envigado                            | 0 - 0                               | Pereira                             |

| Fecha 8 - 29 y 30 de agosto de 2009 | Fecha 8 - 29 y 30 de agosto de 2009 | Fecha 8 - 29 y 30 de agosto de 2009 | Fecha 8 - 29 y 30 de agosto de 2009 | Fecha 8 - 29 y 30 de agosto de 2009 |
| Día                                 | Hora                                | Equipo local                        | Resultado                           | Equipo visitante                    |
| ----------------------------------- | ----------------------------------- | ----------------------------------- | ----------------------------------- | ----------------------------------- |
| sab                                 | 17:00                               | Quindío                             | 3 - 2                               | Cartagena                           |
| sab                                 | 18:30                               | Atlético Nacional                   | 1 - 1                               | Huila                               |
| sab                                 | 19:15                               | Millonarios                         | 1 - 2                               | Pasto                               |
| dom                                 | 15:30                               | Cúcuta                              | 2 - 0                               | Once Caldas                         |
| dom                                 | 15:30                               | Tolima                              | 0 - 3                               | Deportivo Cali                      |
| dom                                 | 15:30                               | Junior                              | 5 - 2                               | Boyacá Chicó                        |
| dom                                 | 15:30                               | América de Cali                     | 1 - 1                               | Santa Fe                            |
| dom                                 | 15:30                               | La Equidad                          | 2 - 2                               | Envigado                            |
| dom                                 | 17:00                               | Pereira                             | 1 - 0                               | Medellín                            |

| Fecha 9 - 11 al 13 de septiembre de 2009 | Fecha 9 - 11 al 13 de septiembre de 2009 | Fecha 9 - 11 al 13 de septiembre de 2009 | Fecha 9 - 11 al 13 de septiembre de 2009 | Fecha 9 - 11 al 13 de septiembre de 2009 |
| Día                                      | Hora                                     | Equipo local                             | Resultado                                | Equipo visitante                         |
| ---------------------------------------- | ---------------------------------------- | ---------------------------------------- | ---------------------------------------- | ---------------------------------------- |
| vie                                      | 21:00                                    | Tolima                                   | 1 - 0                                    | Huila                                    |
| sab                                      | 18:30                                    | Santa Fe                                 | 4 - 2                                    | Millonarios                              |
| sab                                      | 20:15                                    | Pereira                                  | 4 - 1                                    | Once Caldas                              |
| dom                                      | 15:30                                    | Medellín                                 | 3 - 1                                    | Atlético Nacional                        |
| dom                                      | 15:30                                    | La Equidad                               | 1 - 1                                    | Pasto                                    |
| dom                                      | 15:30                                    | Junior                                   | 3 - 1                                    | Cartagena                                |
| dom                                      | 15:30                                    | Quindío                                  | 1 - 3                                    | Boyacá Chicó                             |
| dom                                      | 17:45                                    | Envigado                                 | 1 - 1                                    | Cúcuta                                   |
| dom                                      | 17:00                                    | América de Cali                          | 3 - 1                                    | Deportivo Cali                           |

| Fecha 10 - 19 y 20 de septiembre de 2009 | Fecha 10 - 19 y 20 de septiembre de 2009 | Fecha 10 - 19 y 20 de septiembre de 2009 | Fecha 10 - 19 y 20 de septiembre de 2009 | Fecha 10 - 19 y 20 de septiembre de 2009 |
| Día                                      | Hora                                     | Equipo local                             | Resultado                                | Equipo visitante                         |
| ---------------------------------------- | ---------------------------------------- | ---------------------------------------- | ---------------------------------------- | ---------------------------------------- |
| sab                                      | 17:00                                    | Huila                                    | 2 - 1                                    | Pereira                                  |
| sab                                      | 18:30                                    | Santa Fe                                 | 2 - 2                                    | Junior                                   |
| sab                                      | 17:15                                    | Once Caldas                              | 1 - 2                                    | Atlético Nacional                        |
| dom                                      | 15:30                                    | Medellín                                 | 1 - 0                                    | La Equidad                               |
| dom                                      | 15:30                                    | Boyacá Chicó                             | 3 - 1                                    | Quindío                                  |
| dom                                      | 15:30                                    | Cartagena                                | 2 - 3                                    | Tolima                                   |
| dom                                      | 15:30                                    | Pasto                                    | 1 - 0                                    | Cúcuta                                   |
| dom                                      | 17:45                                    | Envigado                                 | 3 - 3                                    | América de Cali                          |
| dom                                      | 17:00                                    | Deportivo Cali                           | 0 - 1                                    | Millonarios                              |

| Fecha 11 - 25 al 27 de septiembre de 2009 | Fecha 11 - 25 al 27 de septiembre de 2009 | Fecha 11 - 25 al 27 de septiembre de 2009 | Fecha 11 - 25 al 27 de septiembre de 2009 | Fecha 11 - 25 al 27 de septiembre de 2009 |
| Día                                       | Hora                                      | Equipo local                              | Resultado                                 | Equipo visitante                          |
| ----------------------------------------- | ----------------------------------------- | ----------------------------------------- | ----------------------------------------- | ----------------------------------------- |
| vie                                       | 21:00                                     | Millonarios                               | 0 - 0                                     | Cartagena                                 |
| sab                                       | 15:30                                     | La Equidad                                | 0 - 0                                     | Pereira                                   |
| sab                                       | 18:30                                     | América de Cali                           | 1 - 2                                     | Medellín                                  |
| sab                                       | 20:15                                     | Atlético Nacional                         | 1 - 1                                     | Pasto                                     |
| dom                                       | 15:30                                     | Cúcuta                                    | 0 - 0                                     | Deportivo Cali                            |
| dom                                       | 15:30                                     | Tolima                                    | 1 - 1                                     | Boyacá Chicó                              |
| dom                                       | 15:30                                     | Junior                                    | 4 - 1                                     | Envigado                                  |
| dom                                       | 17:00                                     | Quindío                                   | 3 - 1                                     | Santa Fe                                  |
| dom                                       | 20:00                                     | Once Caldas                               | 2 - 1                                     | Huila                                     |

| Fecha 12 - 2 al 4 de octubre de 2009 | Fecha 12 - 2 al 4 de octubre de 2009 | Fecha 12 - 2 al 4 de octubre de 2009 | Fecha 12 - 2 al 4 de octubre de 2009 | Fecha 12 - 2 al 4 de octubre de 2009 |
| Día                                  | Hora                                 | Equipo local                         | Resultado                            | Equipo visitante                     |
| ------------------------------------ | ------------------------------------ | ------------------------------------ | ------------------------------------ | ------------------------------------ |
| vie                                  | 21:00                                | Boyacá Chicó                         | 2 - 2                                | Millonarios                          |
| sab                                  | 18:30                                | Deportivo Cali                       | 1 - 2                                | Atlético Nacional                    |
| sab                                  | 20:15                                | Pereira                              | 2 - 0                                | América de Cali                      |
| dom                                  | 15:30                                | Huila                                | 1 - 0                                | La Equidad                           |
| dom                                  | 15:30                                | Envigado                             | 3 - 0                                | Quindío                              |
| dom                                  | 15:30                                | Santa Fe                             | 1 - 1                                | Tolima                               |
| dom                                  | 15:30                                | Cartagena                            | 3 - 2                                | Cúcuta                               |
| dom                                  | 15:30                                | Pasto                                | 5 - 1                                | Once Caldas                          |
| dom                                  | 17:00                                | Medellín                             | 1 - 0                                | Junior                               |

| Fecha 13 - 16 al 18 de octubre de 2009 | Fecha 13 - 16 al 18 de octubre de 2009 | Fecha 13 - 16 al 18 de octubre de 2009 | Fecha 13 - 16 al 18 de octubre de 2009 | Fecha 13 - 16 al 18 de octubre de 2009 |
| Día                                    | Hora                                   | Equipo local                           | Resultado                              | Equipo visitante                       |
| -------------------------------------- | -------------------------------------- | -------------------------------------- | -------------------------------------- | -------------------------------------- |
| vie                                    | 21:00                                  | Pasto                                  | 1 - 1                                  | Huila                                  |
| sab                                    | 18:30                                  | Millonarios                            | 1 - 1                                  | Santa Fe                               |
| sab                                    | 20:15                                  | Quindío                                | 1 - 2                                  | Medellín                               |
| dom                                    | 15:30                                  | Once Caldas                            | 2 - 1                                  | Deportivo Cali                         |
| dom                                    | 15:30                                  | Cúcuta                                 | 2 - 0                                  | Boyacá Chicó                           |
| dom                                    | 15:30                                  | Tolima                                 | 1 - 0                                  | Envigado                               |
| dom                                    | 15:30                                  | Junior                                 | 1 - 1                                  | Pereira                                |
| dom                                    | 15:30                                  | América de Cali                        | 1 - 1                                  | La Equidad                             |
| dom                                    | 17:00                                  | Atlético Nacional                      | 0 - 0                                  | Cartagena                              |

| Fecha 14 - 21 de octubre de 2009 | Fecha 14 - 21 de octubre de 2009 | Fecha 14 - 21 de octubre de 2009 | Fecha 14 - 21 de octubre de 2009 | Fecha 14 - 21 de octubre de 2009 |
| Día                              | Hora                             | Equipo local                     | Resultado                        | Equipo visitante                 |
| -------------------------------- | -------------------------------- | -------------------------------- | -------------------------------- | -------------------------------- |
| mie                              | 15:30                            | La Equidad                       | 1 - 0                            | Junior                           |
| mie                              | 18:30                            | Envigado                         | 3 - 4                            | Millonarios                      |
| mie                              | 21:00                            | Huila                            | 2 - 2                            | América de Cali                  |
| mie                              | 21:00                            | Pereira                          | 4 - 0                            | Quindío                          |
| mie                              | 21:00                            | Medellín                         | 1 - 3                            | Tolima                           |
| mie                              | 21:00                            | Santa Fe                         | 1 - 1                            | Cúcuta                           |
| mie                              | 21:00                            | Boyacá Chicó                     | 2 - 1                            | Atlético Nacional                |
| mie                              | 21:00                            | Cartagena                        | 3 - 1                            | Once Caldas                      |
| mie                              | 21:00                            | Deportivo Cali                   | 3 - 0                            | Pasto                            |

| Fecha 15 - 24 y 25 de octubre de 2009 | Fecha 15 - 24 y 25 de octubre de 2009 | Fecha 15 - 24 y 25 de octubre de 2009 | Fecha 15 - 24 y 25 de octubre de 2009 | Fecha 15 - 24 y 25 de octubre de 2009 |
| Día                                   | Hora                                  | Equipo local                          | Resultado                             | Equipo visitante                      |
| ------------------------------------- | ------------------------------------- | ------------------------------------- | ------------------------------------- | ------------------------------------- |
| sab                                   | 16:00                                 | Tolima                                | 1 - 1                                 | Pereira                               |
| sab                                   | 18:30                                 | Millonarios                           | 3 - 0                                 | Medellín                              |
| sab                                   | 20:15                                 | Once Caldas                           | 2 - 2                                 | Boyacá Chicó                          |
| dom                                   | 15:30                                 | Pasto                                 | 0 - 3                                 | Cartagena                             |
| dom                                   | 15:30                                 | Deportivo Cali                        | 2 - 2                                 | Huila                                 |
| dom                                   | 15:30                                 | Cúcuta                                | 0 - 3                                 | Envigado                              |
| dom                                   | 15:30                                 | Quindío                               | 2 - 2                                 | La Equidad                            |
| dom                                   | 15:30                                 | Junior                                | 3 - 0                                 | América de Cali                       |
| dom                                   | 17:00                                 | Atlético Nacional                     | 1 - 2                                 | Santa Fe                              |

| Fecha 16 - 31 de octubre y 1 de noviembre de 2009 | Fecha 16 - 31 de octubre y 1 de noviembre de 2009 | Fecha 16 - 31 de octubre y 1 de noviembre de 2009 | Fecha 16 - 31 de octubre y 1 de noviembre de 2009 | Fecha 16 - 31 de octubre y 1 de noviembre de 2009 |
| Día                                               | Hora                                              | Equipo local                                      | Resultado                                         | Equipo visitante                                  |
| ------------------------------------------------- | ------------------------------------------------- | ------------------------------------------------- | ------------------------------------------------- | ------------------------------------------------- |
| sab                                               | 18:30                                             | Huila                                             | 2 - 1                                             | Junior                                            |
| sab                                               | 20:15                                             | Envigado                                          | 1 - 2                                             | Atlético Nacional                                 |
| dom                                               | 15:00                                             | América de Cali                                   | 1 - 2                                             | Quindío                                           |
| dom                                               | 15:00                                             | La Equidad                                        | 0 - 2                                             | Tolima                                            |
| dom                                               | 15:00                                             | Pereira                                           | 1 - 0                                             | Millonarios                                       |
| dom                                               | 15:00                                             | Medellín                                          | 2 - 1                                             | Cúcuta                                            |
| dom                                               | 15:00                                             | Boyacá Chicó                                      | 1 - 0                                             | Pasto                                             |
| dom                                               | 15:00                                             | Cartagena                                         | 2 - 1                                             | Deportivo Cali                                    |
| dom                                               | 17:00                                             | Santa Fe                                          | 2 - 1                                             | Once Caldas                                       |

| Fecha 17 - 7 y 8 de noviembre de 2009 | Fecha 17 - 7 y 8 de noviembre de 2009 | Fecha 17 - 7 y 8 de noviembre de 2009 | Fecha 17 - 7 y 8 de noviembre de 2009 | Fecha 17 - 7 y 8 de noviembre de 2009 |
| Día                                   | Hora                                  | Equipo local                          | Resultado                             | Equipo visitante                      |
| ------------------------------------- | ------------------------------------- | ------------------------------------- | ------------------------------------- | ------------------------------------- |
| sab                                   | 18:30                                 | Atlético Nacional                     | 0 - 0                                 | Medellín                              |
| sab                                   | 20:15                                 | Tolima                                | 2 - 0                                 | América de Cali                       |
| dom                                   | 15:00                                 | Cartagena                             | 4 - 3                                 | Huila                                 |
| dom                                   | 15:00                                 | Deportivo Cali                        | 4 - 2                                 | Boyacá Chicó                          |
| dom                                   | 15:00                                 | Pasto                                 | 0 - 1                                 | Santa Fe                              |
| dom                                   | 15:00                                 | Once Caldas                           | 3 - 3                                 | Envigado                              |
| dom                                   | 15:00                                 | Cúcuta                                | 0 - 1                                 | Pereira                               |
| dom                                   | 15:00                                 | Quindío                               | 1 - 0                                 | Junior                                |
| dom                                   | 17:00                                 | Millonarios                           | 2 - 0                                 | La Equidad                            |

| Fecha 18 - 14 y 15 de noviembre de 2009 | Fecha 18 - 14 y 15 de noviembre de 2009 | Fecha 18 - 14 y 15 de noviembre de 2009 | Fecha 18 - 14 y 15 de noviembre de 2009 | Fecha 18 - 14 y 15 de noviembre de 2009 |
| Día                                     | Hora                                    | Equipo local                            | Resultado                               | Equipo visitante                        |
| --------------------------------------- | --------------------------------------- | --------------------------------------- | --------------------------------------- | --------------------------------------- |
| sab                                     | 15:30                                   | La Equidad                              | 1 - 1                                   | Cúcuta                                  |
| sab                                     | 20:15                                   | Medellín                                | 2 - 2                                   | Once Caldas                             |
| dom                                     | 16:00                                   | Huila                                   | 0 - 0                                   | Quindío                                 |
| dom                                     | 16:00                                   | Junior                                  | 2 - 1                                   | Tolima                                  |
| dom                                     | 16:00                                   | América de Cali                         | 1 - 1                                   | Millonarios                             |
| dom                                     | 16:00                                   | Pereira                                 | 0 - 0                                   | Atlético Nacional                       |
| dom                                     | 16:00                                   | Envigado                                | 3 - 4                                   | Pasto                                   |
| dom                                     | 16:00                                   | Santa Fe                                | 4 - 1                                   | Deportivo Cali                          |
| dom                                     | 16:00                                   | Boyacá Chicó                            | 4 - 0                                   | Cartagena                               |

## Cuadrangulares semifinales
La segunda fase del Torneo Finalización 2009 consistió en los cuadrangulares semifinales. Estos los disputaron los ocho mejores equipos del torneo distribuidos en dos grupos de cuatro equipos. Los dos primeros de la fase todos contra todos (Independiente Medellín y Santa Fe) son cabeza de los grupos A y B, respectivamente, mientras que los seis restantes entrarán en sorteo entre sí según su posición para integrar los dos grupos (Atlético Huila, Deportivo Pereira, Deportes Tolima, Junior, Atlético Nacional y Real Cartagena). Los ganadores de cada grupo de los cuadrangulares se enfrentarán en la gran final para definir al campeón.

### Grupo A
| Pos | Equipo                 | Pts | PJ | PG | PE | PP | GF | GC | Dif |
| --- | ---------------------- | --- | -- | -- | -- | -- | -- | -- | --- |
| 1.  | Independiente Medellín | 14  | 6  | 4  | 2  | 0  | 12 | 6  | 6   |
| 2.  | Junior                 | 9   | 6  | 2  | 3  | 1  | 7  | 5  | 2   |
| 3.  | Deportivo Pereira      | 5   | 6  | 1  | 2  | 3  | 9  | 11 | -2  |
| 4.  | Real Cartagena         | 4   | 6  | 1  | 1  | 4  | 5  | 11 | -6  |

 Pts=Puntos; PJ=Partidos jugados; G=Partidos ganados; E=Partidos empatados; P=Partidos perdidos; GF=Goles a favor; GC=Goles en contra; DIF=Diferencia de gol
| Fecha 1 - 21 de noviembre de 2009 | Fecha 1 - 21 de noviembre de 2009 | Fecha 1 - 21 de noviembre de 2009 | Fecha 1 - 21 de noviembre de 2009 | Fecha 1 - 21 de noviembre de 2009 |
| Día                               | Hora                              | Equipo local                      | Resultado                         | Equipo visitante                  |
| --------------------------------- | --------------------------------- | --------------------------------- | --------------------------------- | --------------------------------- |
| sab                               | 18:30                             | Junior                            | 2 - 0                             | Cartagena                         |
| sab                               | 20:15                             | Pereira                           | 1 - 2                             | Medellín                          |

| Fecha 2 - 25 de noviembre de 2009 | Fecha 2 - 25 de noviembre de 2009 | Fecha 2 - 25 de noviembre de 2009 | Fecha 2 - 25 de noviembre de 2009 | Fecha 2 - 25 de noviembre de 2009 |
| Día                               | Hora                              | Equipo local                      | Resultado                         | Equipo visitante                  |
| --------------------------------- | --------------------------------- | --------------------------------- | --------------------------------- | --------------------------------- |
| mie                               | 20:30                             | Cartagena                         | 2 - 1                             | Pereira                           |
| mie                               | 20:30                             | Medellín                          | 0 - 0                             | Junior                            |

| Fecha 3 - 28 y 29 de noviembre de 2009 | Fecha 3 - 28 y 29 de noviembre de 2009 | Fecha 3 - 28 y 29 de noviembre de 2009 | Fecha 3 - 28 y 29 de noviembre de 2009 | Fecha 3 - 28 y 29 de noviembre de 2009 |
| Día                                    | Hora                                   | Equipo local                           | Resultado                              | Equipo visitante                       |
| -------------------------------------- | -------------------------------------- | -------------------------------------- | -------------------------------------- | -------------------------------------- |
| sab                                    | 18:20                                  | Junior                                 | 2 - 2                                  | Pereira                                |
| dom                                    | 17:00                                  | Cartagena                              | 2 - 4                                  | Medellín                               |

| Fecha 4 - 6 de diciembre de 2009 | Fecha 4 - 6 de diciembre de 2009 | Fecha 4 - 6 de diciembre de 2009 | Fecha 4 - 6 de diciembre de 2009 | Fecha 4 - 6 de diciembre de 2009 |
| Día                              | Hora                             | Equipo local                     | Resultado                        | Equipo visitante                 |
| -------------------------------- | -------------------------------- | -------------------------------- | -------------------------------- | -------------------------------- |
| dom                              | 15:30                            | Medellín                         | 2 - 0                            | Cartagena                        |
| dom                              | 17:00                            | Pereira                          | 1 - 2                            | Junior                           |

| Fecha 5 - 9 de diciembre de 2009 | Fecha 5 - 9 de diciembre de 2009 | Fecha 5 - 9 de diciembre de 2009 | Fecha 5 - 9 de diciembre de 2009 | Fecha 5 - 9 de diciembre de 2009 |
| Día                              | Hora                             | Equipo local                     | Resultado                        | Equipo visitante                 |
| -------------------------------- | -------------------------------- | -------------------------------- | -------------------------------- | -------------------------------- |
| mie                              | 20:30                            | Pereira                          | 2 - 1                            | Cartagena                        |
| mie                              | 20:30                            | Junior                           | 1 - 2                            | Medellín                         |

| Fecha 6 - 13 de diciembre de 2009 | Fecha 6 - 13 de diciembre de 2009 | Fecha 6 - 13 de diciembre de 2009 | Fecha 6 - 13 de diciembre de 2009 | Fecha 6 - 13 de diciembre de 2009 |
| Día                               | Hora                              | Equipo local                      | Resultado                         | Equipo visitante                  |
| --------------------------------- | --------------------------------- | --------------------------------- | --------------------------------- | --------------------------------- |
| dom                               | 15:00                             | Medellín                          | 2 - 2                             | Pereira                           |
| dom                               | 17:00                             | Cartagena                         | 0 - 0                             | Junior                            |

### Grupo B
| Pos | Equipo                 | Pts | PJ | PG | PE | PP | GF | GC | Dif |
| --- | ---------------------- | --- | -- | -- | -- | -- | -- | -- | --- |
| 1.  | Atlético Huila         | 11  | 6  | 3  | 2  | 1  | 8  | 5  | 3   |
| 2.  | Atlético Nacional      | 10  | 6  | 3  | 1  | 2  | 10 | 7  | 3   |
| 3.  | Independiente Santa Fe | 7   | 6  | 2  | 1  | 3  | 6  | 11 | -5  |
| 4.  | Deportes Tolima        | 5   | 6  | 1  | 2  | 3  | 9  | 10 | -1  |

 Pts=Puntos; PJ=Partidos jugados; G=Partidos ganados; E=Partidos empatados; P=Partidos perdidos; GF=Goles a favor; GC=Goles en contra; DIF=Diferencia de gol
| Fecha 1 - 22 de noviembre de 2009 | Fecha 1 - 22 de noviembre de 2009 | Fecha 1 - 22 de noviembre de 2009 | Fecha 1 - 22 de noviembre de 2009 | Fecha 1 - 22 de noviembre de 2009 |
| Día                               | Hora                              | Equipo local                      | Resultado                         | Equipo visitante                  |
| --------------------------------- | --------------------------------- | --------------------------------- | --------------------------------- | --------------------------------- |
| dom                               | 15:30                             | Atlético Nacional                 | 2 - 1                             | Tolima                            |
| dom                               | 17:00                             | Santa Fe                          | 2 - 0                             | Huila                             |

| Fecha 2 - 25 de noviembre de 2009 | Fecha 2 - 25 de noviembre de 2009 | Fecha 2 - 25 de noviembre de 2009 | Fecha 2 - 25 de noviembre de 2009 | Fecha 2 - 25 de noviembre de 2009 |
| Día                               | Hora                              | Equipo local                      | Resultado                         | Equipo visitante                  |
| --------------------------------- | --------------------------------- | --------------------------------- | --------------------------------- | --------------------------------- |
| mie                               | 20:30                             | Tolima                            | 1 - 2                             | Santa Fe                          |
| mie                               | 20:30                             | Huila                             | 1 - 0                             | Atlético Nacional                 |

| Fecha 3 - 28 y 29 de noviembre de 2009 | Fecha 3 - 28 y 29 de noviembre de 2009 | Fecha 3 - 28 y 29 de noviembre de 2009 | Fecha 3 - 28 y 29 de noviembre de 2009 | Fecha 3 - 28 y 29 de noviembre de 2009 |
| Día                                    | Hora                                   | Equipo local                           | Resultado                              | Equipo visitante                       |
| -------------------------------------- | -------------------------------------- | -------------------------------------- | -------------------------------------- | -------------------------------------- |
| sab                                    | 20:15                                  | Tolima                                 | 1 - 1                                  | Huila                                  |
| dom                                    | 15:30                                  | Atlético Nacional                      | 3 - 0                                  | Santa Fe                               |

| Fecha 4 - 5 de diciembre de 2009 | Fecha 4 - 5 de diciembre de 2009 | Fecha 4 - 5 de diciembre de 2009 | Fecha 4 - 5 de diciembre de 2009 | Fecha 4 - 5 de diciembre de 2009 |
| Día                              | Hora                             | Equipo local                     | Resultado                        | Equipo visitante                 |
| -------------------------------- | -------------------------------- | -------------------------------- | -------------------------------- | -------------------------------- |
| sab                              | 18:30                            | Santa Fe                         | 1 - 1                            | Atlético Nacional                |
| sab                              | 20:15                            | Huila                            | 1 - 1                            | Tolima                           |

| Fecha 5 - 9 de diciembre de 2009 | Fecha 5 - 9 de diciembre de 2009 | Fecha 5 - 9 de diciembre de 2009 | Fecha 5 - 9 de diciembre de 2009 | Fecha 5 - 9 de diciembre de 2009 |
| Día                              | Hora                             | Equipo local                     | Resultado                        | Equipo visitante                 |
| -------------------------------- | -------------------------------- | -------------------------------- | -------------------------------- | -------------------------------- |
| mie                              | 20:30                            | Santa Fe                         | 0 - 2                            | Tolima                           |
| mie                              | 20:30                            | Atlético Nacional                | 0 - 1                            | Huila                            |

| Fecha 6 - 13 de diciembre de 2009 | Fecha 6 - 13 de diciembre de 2009 | Fecha 6 - 13 de diciembre de 2009 | Fecha 6 - 13 de diciembre de 2009 | Fecha 6 - 13 de diciembre de 2009 |
| Día                               | Hora                              | Equipo local                      | Resultado                         | Equipo visitante                  |
| --------------------------------- | --------------------------------- | --------------------------------- | --------------------------------- | --------------------------------- |
| dom                               | 17:00                             | Tolima                            | 3 - 4                             | Atlético Nacional                 |
| dom                               | 17:00                             | Huila                             | 4 - 1                             | Santa Fe                          |

## Final
La final se disputó a partidos de ida y vuelta los días 16 y 20 de diciembre. El ganador obtuvo el segundo título de campeón de 2009 y un cupo para la fase de grupos de la Copa Libertadores 2010.
| Fecha                                                                   | Hora  | Ciudad   | Equipo local           | Resultado | Equipo visitante       |
| ----------------------------------------------------------------------- | ----- | -------- | ---------------------- | --------- | ---------------------- |
| 16 de diciembre                                                         | 21:00 | Neiva    | Atlético Huila         | 0 - 1     | Independiente Medellín |
| 20 de diciembre                                                         | 17:00 | Medellín | Independiente Medellín | 2 - 2     | Atlético Huila         |
| Independiente Medellín se corona campeón con el marcador global de 3-2. |       |          |                        |           |                        |

|                                           |
| Bandera de Colombia                       |
| Campeón Independiente Medellín 5.º título |

## Goleadores
| Jugador           | Equipo                 | Goles |
| ----------------- | ---------------------- | ----- |
| Jackson Martínez  | Independiente Medellín | 18    |
| Teófilo Gutiérrez | Junior                 | 14    |
| Giovanni Moreno   | Atlético Nacional      | 13    |
| Iván Velásquez    | Atlético Huila         | 11    |
| Sergio Herrera    | Deportivo Cali         | 10    |
| Omar Pérez        | Santa Fe               | 10    |
| Carlos Bacca      | Junior                 | 9     |
| José Nájera       | Real Cartagena         | 9     |
| Johan Fano        | Once Caldas            | 9     |
| Néstor Salazar    | Real Cartagena         | 8     |

## Clasificación a torneos internacionales
| Clasificado como | Copa Libertadores 2010 | Copa Sudamericana 2010 |
| ---------------- | ---------------------- | ---------------------- |
| Colombia 1       | Once Caldas            | Deportes Tolima        |
| Colombia 2       | Independiente Medellín | Santa Fe               |
| Colombia 3       | Junior                 | Atlético Huila         |

## Cambios de categoría
| Ascendido a la Primera A | Descendido a la Primera B |
| ------------------------ | ------------------------- |
| Cortuluá                 | Deportivo Pasto           |